# Bucklandiella heterosticha
Bucklandiella heterosticha là một loài Rêu trong họ Grimmiaceae. Loài này được (Hedw.) Bednarek-Ochyra & Ochyra mô tả khoa học đầu tiên năm 2003.

## Hình ảnh

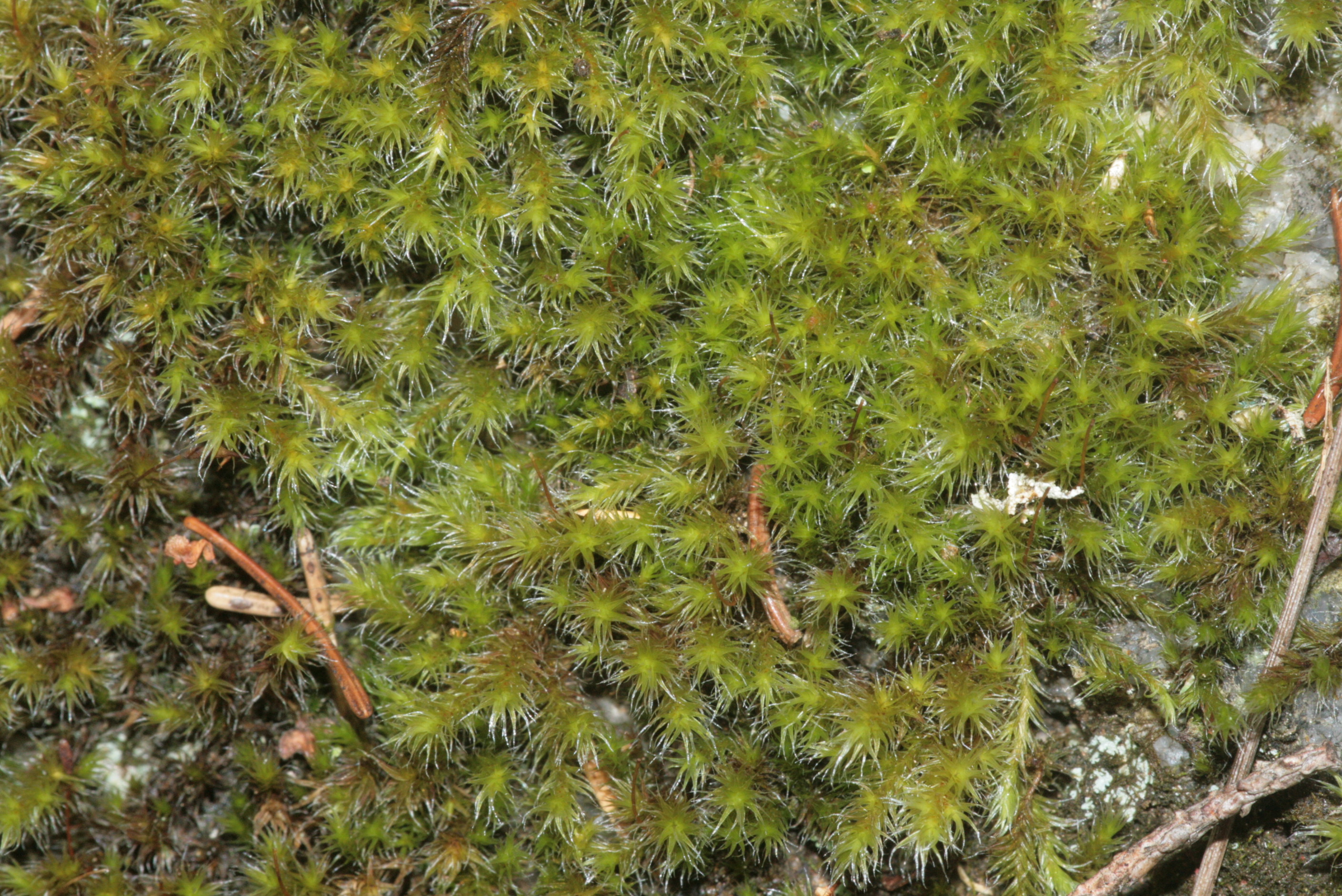
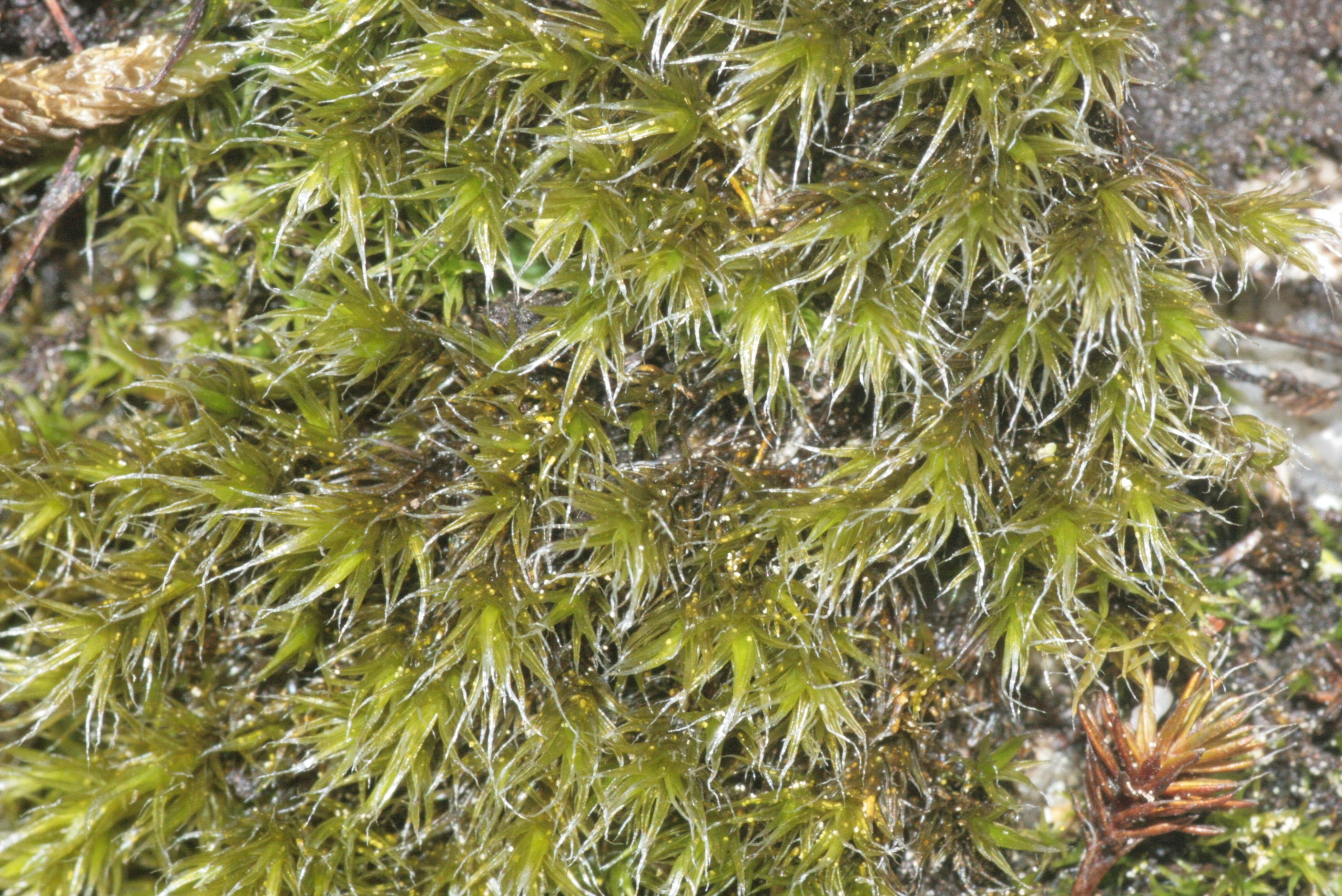
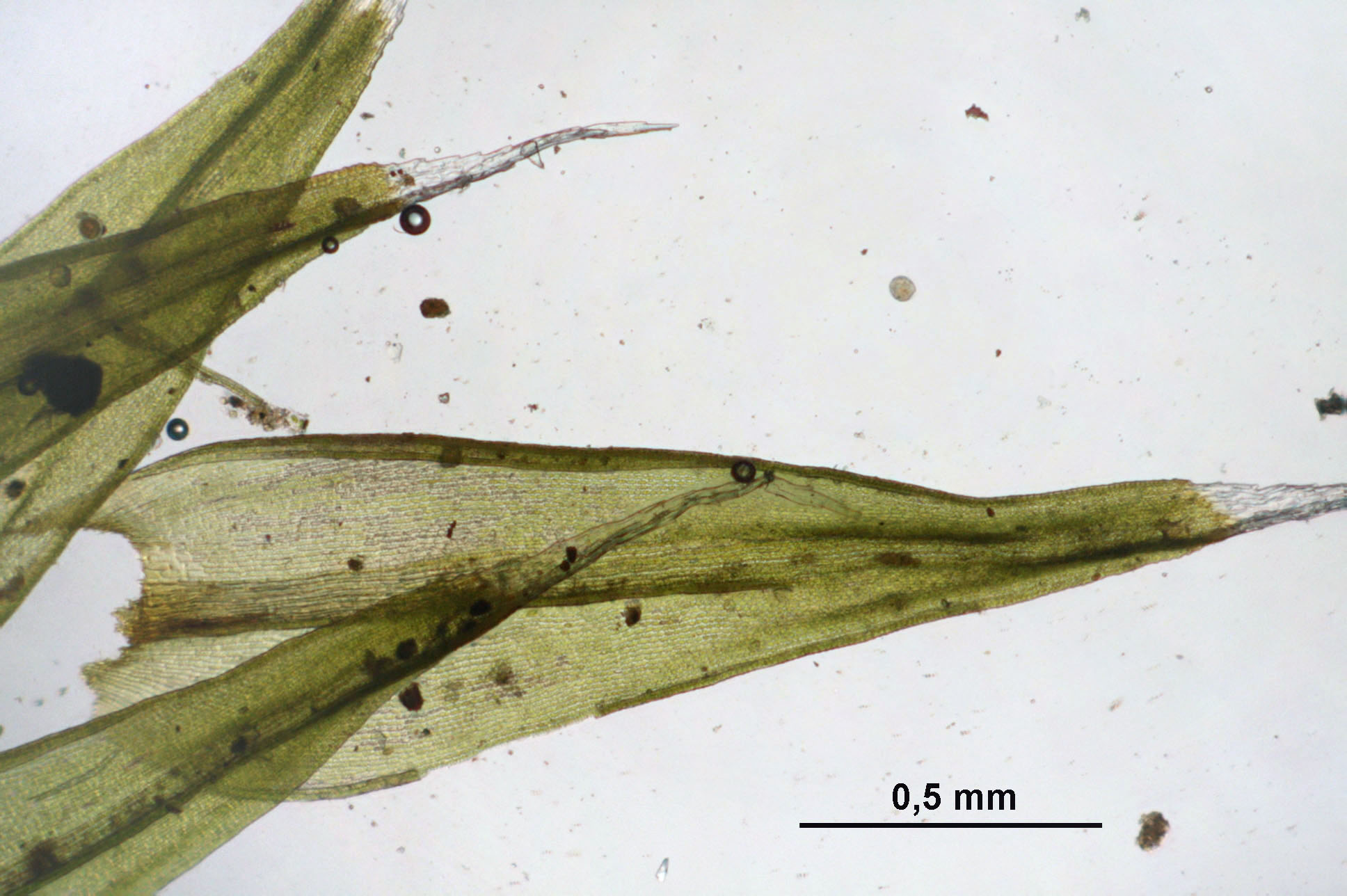
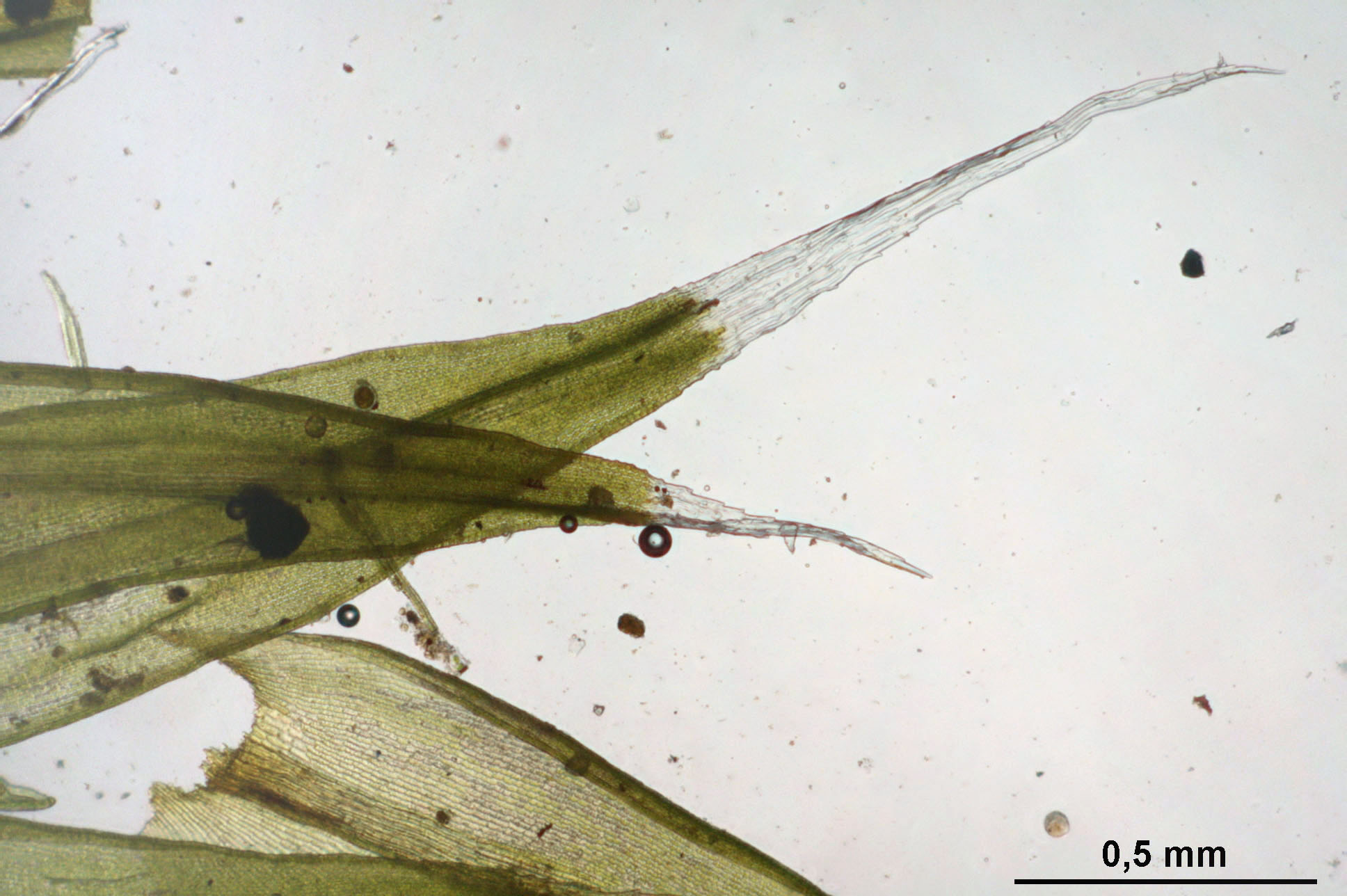